# 369
Правління Валентиніана I у Західній Римській імперії й Валента в Східній Римській імперії. У Китаї правління династії Цзінь. В Індії правління імперії Гуптів. У Японії триває період Ямато. У Персії править династія Сассанідів.
На території лісостепової України Черняхівська культура. У Північному Причорномор'ї готи й сармати. Історики VI століття згадують плем'я антів, що мешкало на території сучасної України приблизно з IV сторіччя.

## Події
- Імператор Валент із військами перейшов через Дунай і напав на готські племена гревтунгів і тервінгів. Король готів Атанаріх зазнав поразки і змушений був укласти мир з римлянами, зобов'язавшись надавати своїх воїнів як данину.
- Королем готів стає ворог Атанаріха Фрітігерн. Він приймає християнство.
- Шах Шапур II окуповує Вірменію.
- Ульфіла створив готську абетку.